# Prokocim
Prokocim – obszar Krakowa wchodzący w skład Dzielnicy XII Bieżanów-Prokocim. Do 1948 r. miejscowość była siedzibą gminy Prokocim.
Obecnie nazwą Prokocim (Stary Prokocim) określa się przede wszystkim tereny i zabudowania istniejącej do 1941 r. wsi, a także osiedle głównie domów jednorodzinnych, budowane od 1974 r. W szerszym znaczeniu Prokocim to także, położone na wschód, osiedle bloków mieszkalnych Nowy Prokocim.

## Położenie geograficzne
Prokocim leży w południowo-wschodniej części Krakowa. Osiedla graniczące z Prokocimiem i Nowym Prokocimiem to Bieżanów, Podlesie, Rżąka, Na Kozłówce, Wola Duchacka Wschód, Kabel-Płaszów. Od strony północnej granicę Prokocimia wyznacza linia kolejowa Kraków – Tarnów.

## Historia
Pierwsze ślady obecności człowieka na terenie dzisiejszego Prokocimia pochodzą z paleolitu. Od około XIII w. p.n.e. rozwijała się na tym obszarze kultura łużycka. Z tego okresu pochodzi odkryte w 1925 r. cmentarzysko, jedno z najbogatszych w Polsce. Od upadku kultury łużyckiej (około V w. p.n.e.) do późnego średniowiecza Prokocim pozostawał prawdopodobnie niezamieszkany.
Pierwsza średniowieczna wzmianka o Prokocimiu pochodzi z 1365 r. i dotyczy kwestii majątkowych. Przez kolejne kilkaset lat jest to typowa wieś folwarczna, należąca początkowo do rycerskich i mieszczańskich rodzin krakowskich, a od początku XVI w. kolejno do rodów Tarnowskich, Ostrogskich, Zasławskich, Lubomirskich i Sanguszków.
W połowie XVIII wieku Prokocim staje się rezydencją rodziny Wodzickich, którzy wznoszą na jej terenie początkowo dwór, a w pierwszej połowie XIX wieku murowany pałac. W 1595 roku wieś Prokocin położona w powiecie szczyrzyckim województwa krakowskiego była własnością wojewody kijowskiego Konstantego Wasyla Ostrogskiego.
W 1895 r. Prokocim został zakupiony przez Erazma Jerzmanowskiego, a po jego śmierci, w 1909 r. został wystawiony na sprzedaż przez jego żonę, Annę Jerzmanowską. W 1910 r. został on zakupiony przez zakon augustianów. Pierwszym przełożonym był Grzegorz Uth. Wcześniej, w roku 1865, budowa linii kolejowej Kraków-Lwów, wyznaczyła na długie lata charakter Prokocimia jako podmiejskiej osady kolejarskiej. Prokocim odznaczał się dużym zaangażowaniem społecznym. W 1918 r. komitet robotników kolejowych pod nazwą "Spółdzielnia Kolejarzy dla Budowy Własnych Domów", zakupiła od OO.Augustianów 60 morgów ziemi dla potrzeb kolonistów na zmeliorowanych przez Jerzmanowskiego gruntach ornych, położonych po obu stronach alei (obecnie Dygasińskiego). Na tym gruncie powstała nowa kolonia, która rozbudowała się w dzisiejszy Prokocim. Inicjatorem do założenia powyższej spółdzielni kolejarskiej był swego czasu Erazm Jerzmanowski, on to rzucił pierwszy myśl rozbudowy Prokocimia i własnym kosztem chciał stworzyć kolonię. W 1924 r. utworzono Parafialny Komitet Ratunkowy. W  1931 r. Prokocim liczył 8000 mieszkańców, posiadał 40 ulic, obsadzanych drzewkami owocowymi, piękne chodniki betonowe, place i rynek. Jako pierwszy w woj. krakowskim zaprowadził publiczne światło elektryczne. Od 1926 miał też Prokocim własny przystanek kolejowy. Parafia Prokocim wyodrębniła się z parafii bieżanowskiej w 1917 r., do której była afiliowana w 1782 r., a pierwszym proboszczem został Wilhelm Gaczek.
W czasie okupacji Gmina Prokocim została włączona w granice administracyjne miasta Krakowa, nazwy ulic mające odpowiedniki w Krakowie zostały przemianowane. Po wojnie powstawały kolejne domki jednorodzinne, a około 1965 r. w pobliżu dawnych zabudowań powstało duże osiedle mieszkaniowe Na Kozłówce, a następnie (Osiedle Nowy Prokocim). Wieżowcami wypełniono również przestrzenie przy ul. Gersona i przy ul. Bieżanowskiej. Linię tramwajową, której pętla początkowo znajdowała się przy zjeździe na pobocze w rejonie Cmentarza Podgórskiego, przedłużano do ul. Dworcowej, potem do ul. Malborskiej, gdzie następowało odwracanie wozów tramwajowych, aż do pętli w Nowym Prokocimiu przy ul. Żniwnej. 
Pętla tylko okresowo używana jest w normalnym ruchu tramwajowym. Do października 2000 r. kursowała do niej linia nr 6, kiedy to skierowano ją na pętlę w Kurdwanowie. Od maja 2009 r. do września 2011 r. do pętli kursowała linia nr 51, lecz i ta została skierowana na inną pętlę Bieżanów Nowy. Pętla tramwajowa w Prokocimiu wykorzystywana jest jako przystanek końcowy części kursów linii tramwajowej nr 24 (stan na 2016 r.).

## Zabytki

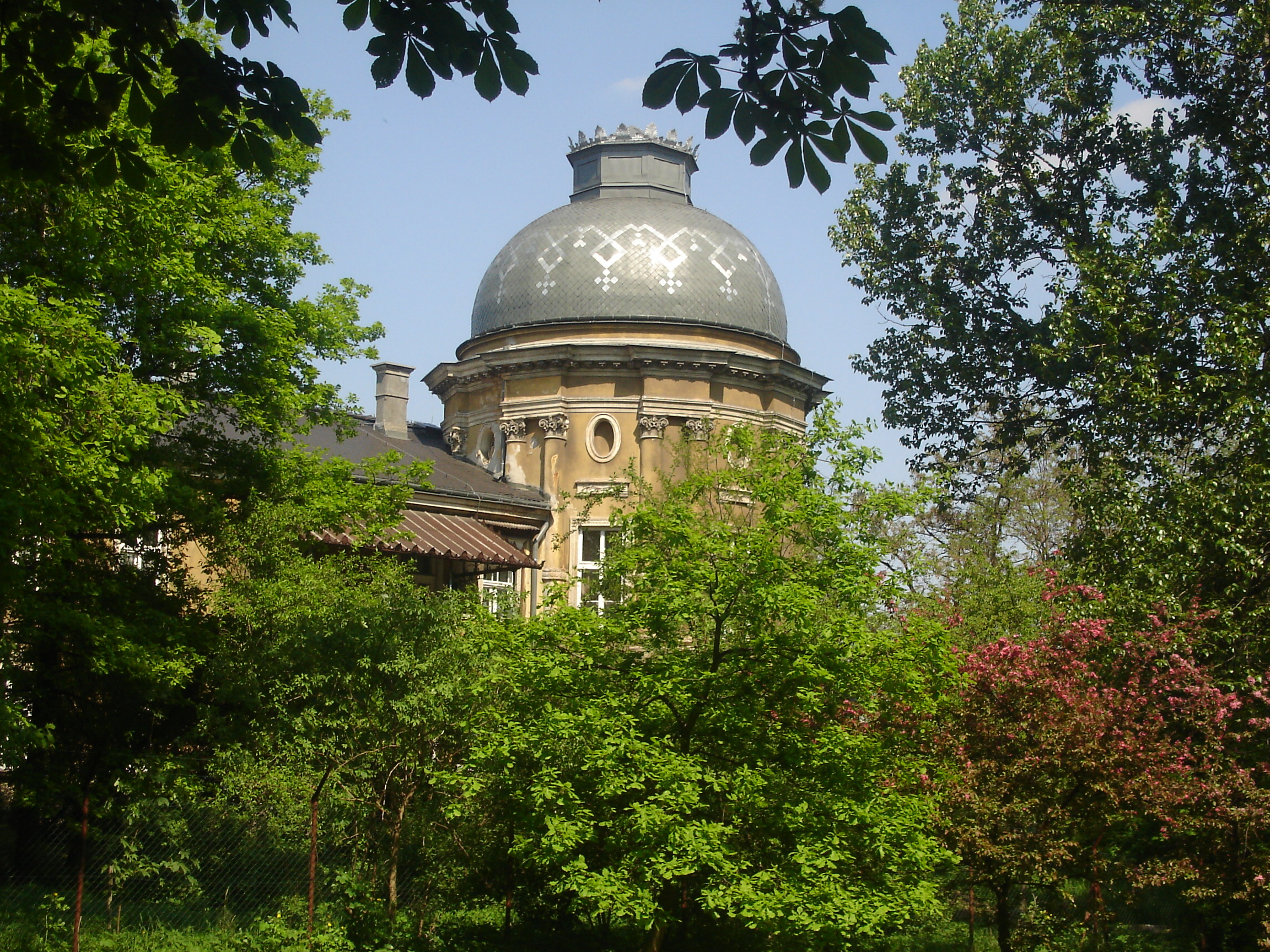
Pałac Jerzmanowskich

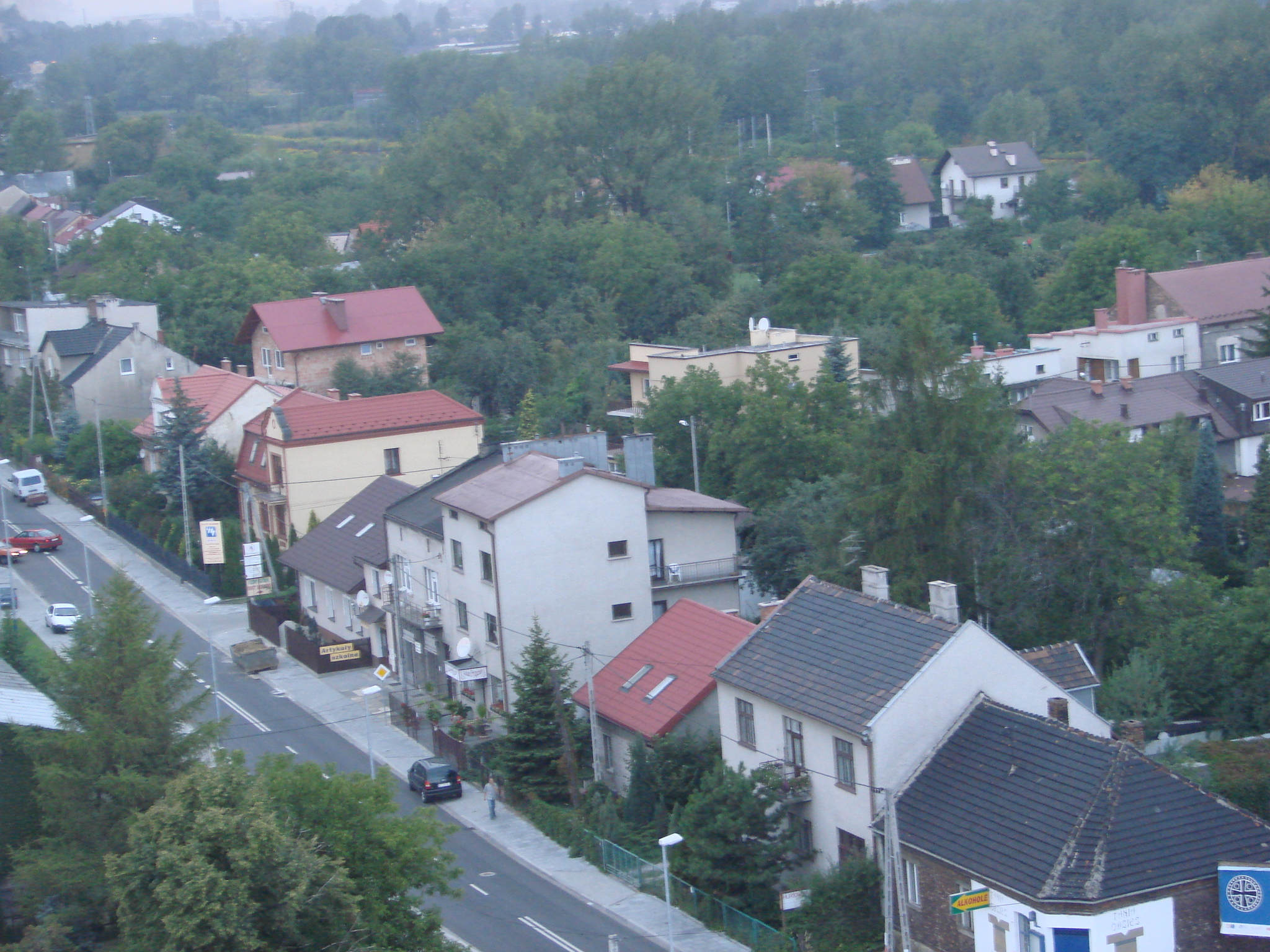
Widok na ul. Bieżanowską

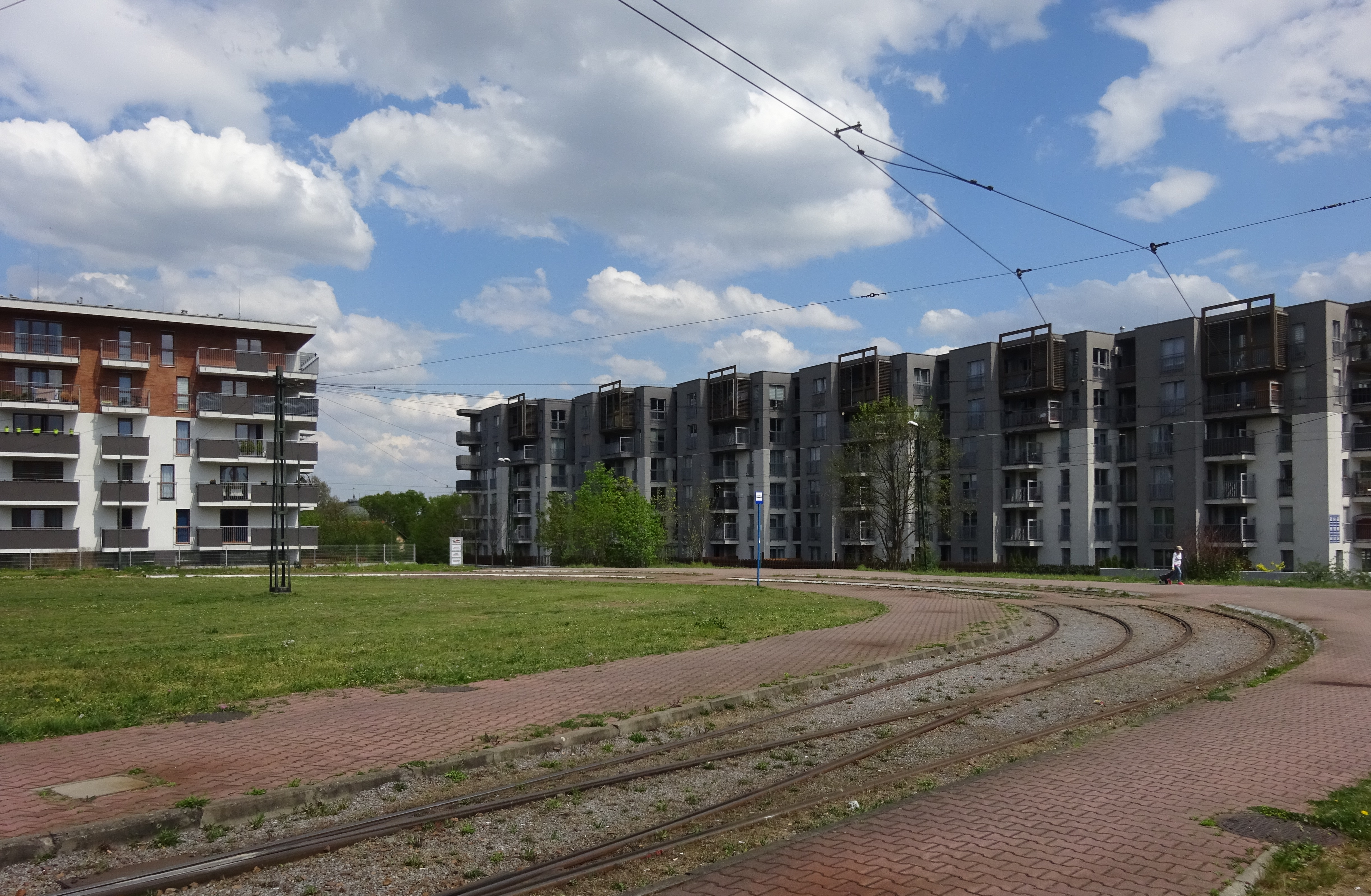
Pętla tramwajowa „Prokocim” przy ulicy Wielickiej i nowe budownictwo mieszkaniowe

Do najcenniejszych zabytków Prokocimia należy zespół pałacowo-parkowy (wpisany 22.03.1983 na listę zabytków z sygnaturą A-639) na który składają się: 
- zabytkowy, eklektyczny pałac z pierwszej połowy XIX w., przebudowany w latach 1891–1895 (do 2003 r. dom dziecka, obecnie klasztor Augustianów),
- dawna wozownia, przebudowana na kaplicę,
- park z kilkusetletnimi dębami, niektóre oznaczone jako pomnik przyrody,

## Prokocim dziś
Dzisiaj Prokocim to typowe wielkomiejskie osiedle. W obszarze ulic Wielickiej, Ściegiennego i Bieżanowskiej przeważają domki jednorodzinne nazywane często Prokocim Stary, w obszarze pomiędzy ul. Nowosądecką i rzeką Drwinką powstało osiedle Na  Kozłówce z nielicznymi domkami jednorodzinnymi, oraz pomiędzy ulicami Wielicką, Jerzmanowskiego i Ściegiennego przeważającą większość zabudowań stanowią bloki mieszkalne (cztero- i dziesięciopiętrowe) zwane Prokocim Nowy z centralną ulicą Leonida Teligi. W tej dzielnicy mieści się Uniwersytecki Szpital Dziecięcy  Collegium Medicum Uniwersytetu Jagiellońskiego, Wydział Farmacji, Zespół Akademików Collegium Medicum Uniwersytetu Jagiellońskiego oraz zespół Domu Opieki. W rejonie ulic Jasińskiego i Facimiech powstały zespoły bloków Pogodnej Jesieni dla osób starszych i samotnych. Od marca 1983 roku na terenie osiedla działa również stowarzyszenie na rzecz dzieci, o nazwie Korczakowska Republika Dziecięca "Dyliniarnia". Inicjatywa działalności charytatywnej na polu pomocy społecznej wyszła od dzieci, które same zainicjowały początki prężnej organizacji obejmującej swym zasięgiem nie tylko osiedle Nowy Prokocim, ale również cały obszar Dzielnicy XII Miasta Krakowa. Od nazwy Stowarzyszenia pochodzi też nadana przez Prezydenta Miasta Krakowa Józefa Lassotę nazwa ulicy Republiki Korczakowskiej, która prowadzi wzdłuż ul. Teligi prosto do siedziby Dyliniarni.
Od parafii Prokocim oddzieliła się parafia Osiedla Nowy Prokocim z kościołem w rejonie ulicy Teligi (korzystająca w okresie przejściowym z kaplicy w parku).
W maju 2006 roku uruchomiony został publiczny darmowy hotspot obejmujący swoim zasięgiem teren pomiędzy budynkami Kurczaba 31, 33 oraz 35.

### Collegium Medicum Uniwersytetu Jagiellońskiego

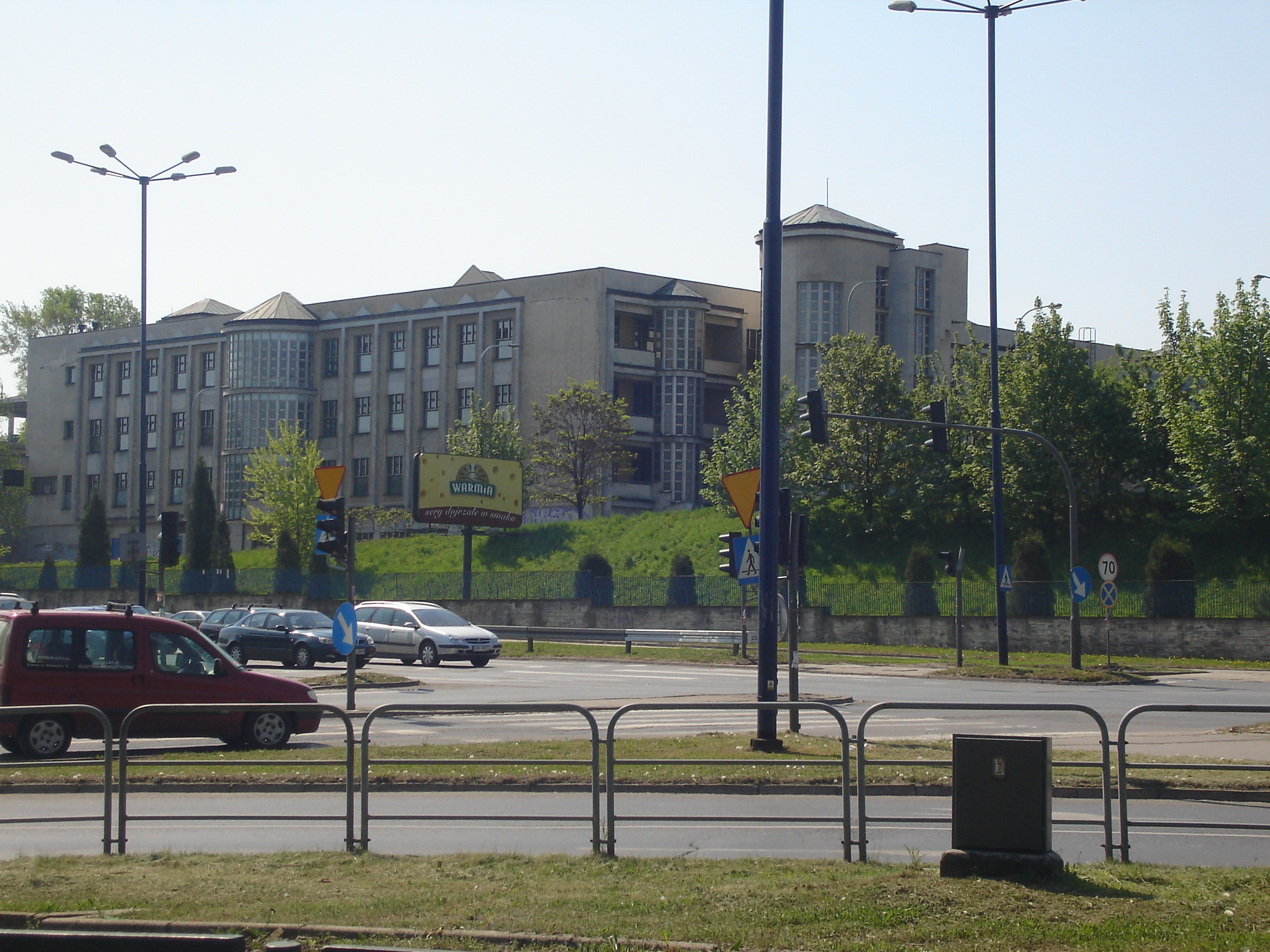
Szpital Dziecięcy w Krakowie

Szpital dziecięcy w Krakowie powstał z inicjatywy Władysława Poraya-Biernackiego w 1958 r. Budowę szpitala rozpoczęto w 1961 r., a w lutym 1966 r. udzielano pomocy pierwszym pacjentom. Budynek znajduje się przy ulicy Wielickiej 265. Uniwersytecki Szpital Dziecięcy w Krakowie, popularnie zwany Prokocimiem.
W szpitalu znajduje się:
- Oddział Intensywnej Terapii i Patologii Noworodka, Oddział Pulmunologii
- Oddział Gastroenterologiczny
- Oddział Hematologii i Onkologii Dziecięcej
- Oddział Kardiologii Dziecięcej
- Oddział Kardiochirurgii Dziecięcej
- Oddział Dializ
- Oddział Nefrologii Dziecięcej
- Oddział Urologii Dziecięcej
- Oddział Endokrynologii Dziecięcej
- Oddział Neurologii Dziecięcej
- Oddział Chirurgii Dziecięcej
- Zakład Immunologii Klinicznej
- Zakład Biochemii Klinicznej
- Zakład Mikrobiologii
- Zakład Patomorfologii i Mikroskopii Elektronowej
- Pracownia Scyntygrafii Klinicznej
- Pracownia Monitorowania Leków
- Dział Rehabilitacji
- Pracownia Radioterapii
- Centrum Ambulatoryjnego Leczenia Dzieci im. C. Zabłockiego
- Apteka szpitala

## Infrastruktura

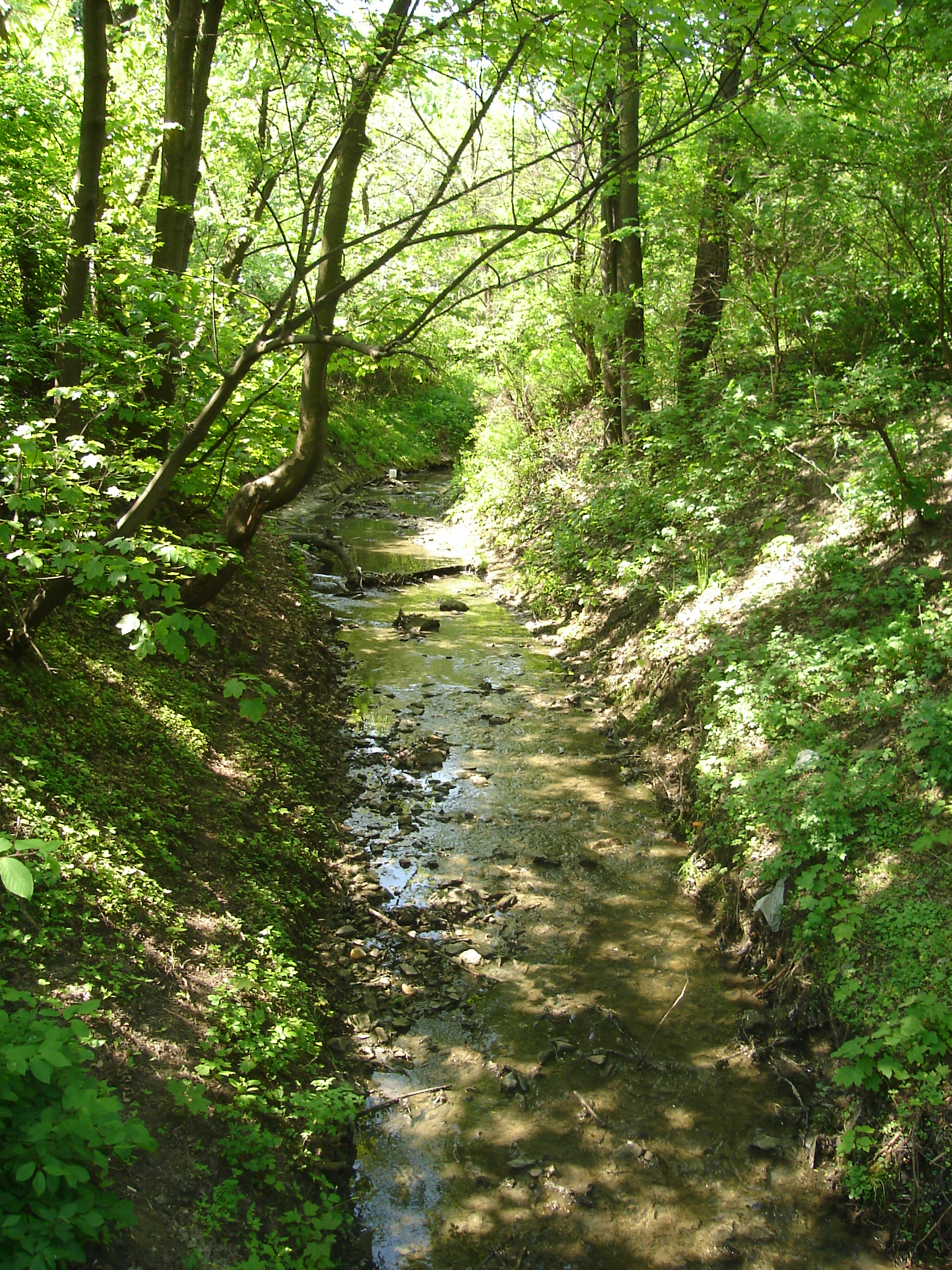
Rzeczka Drwinka

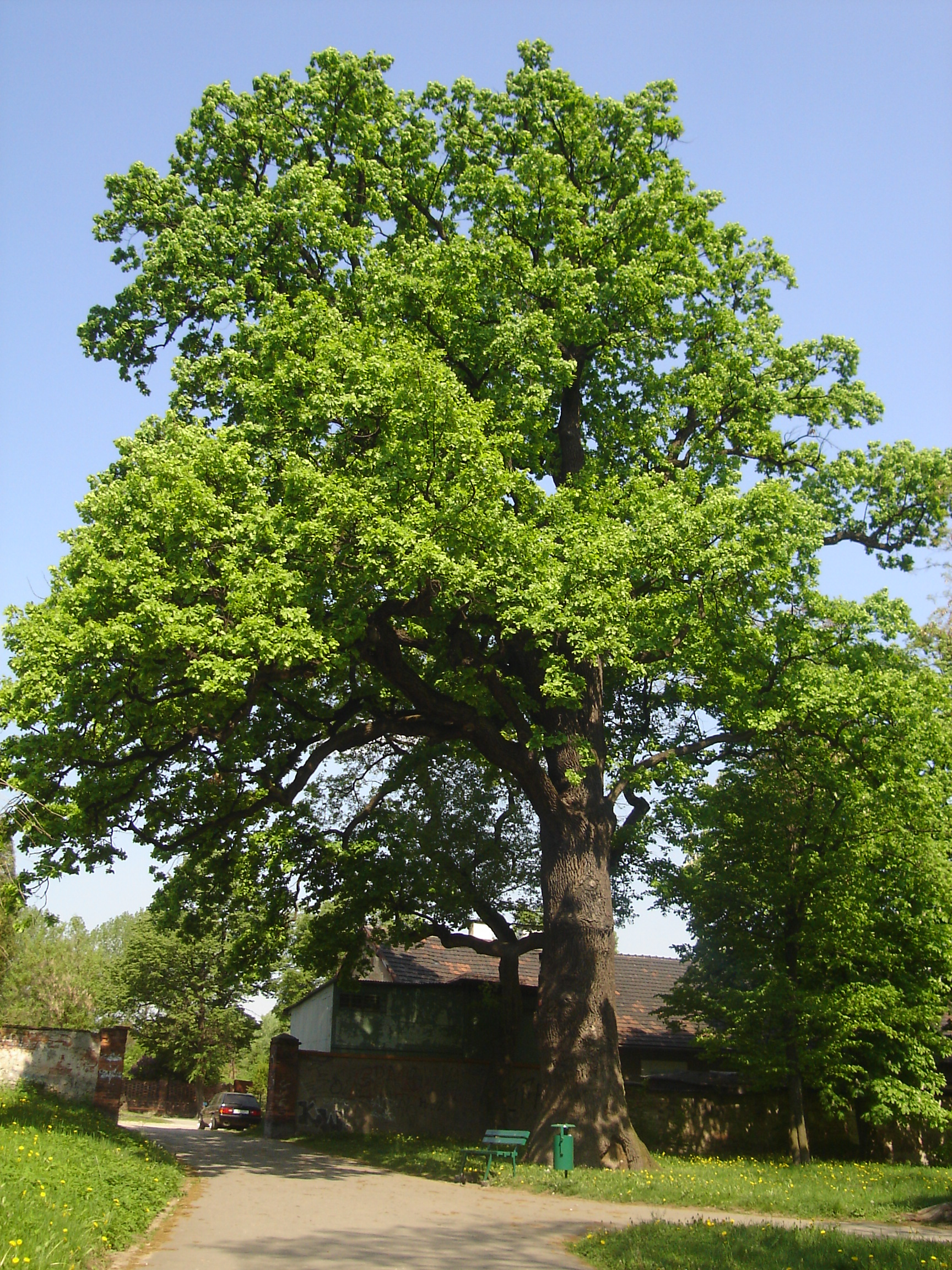
Pomnik przyrody

### Obiekty sakralne
- Kościół MBDR (ul. Prosta 1), w Prokocimiu Starym
- Klasztor OO. Augustianów (ul. Górników), przy którym znajduje się kościół pw. św. Mikołaja z Tolentino
- Kościół Miłosierdzia Bożego (ul. Kurczaba 5). Odpust parafialny odbywa się w drugą niedzielę wielkanocną.
- Sanktuarium Najświętszej Rodziny (ul. Aleksandry 1) - kościół parafialny, od 1994 roku - Sanktuarium.

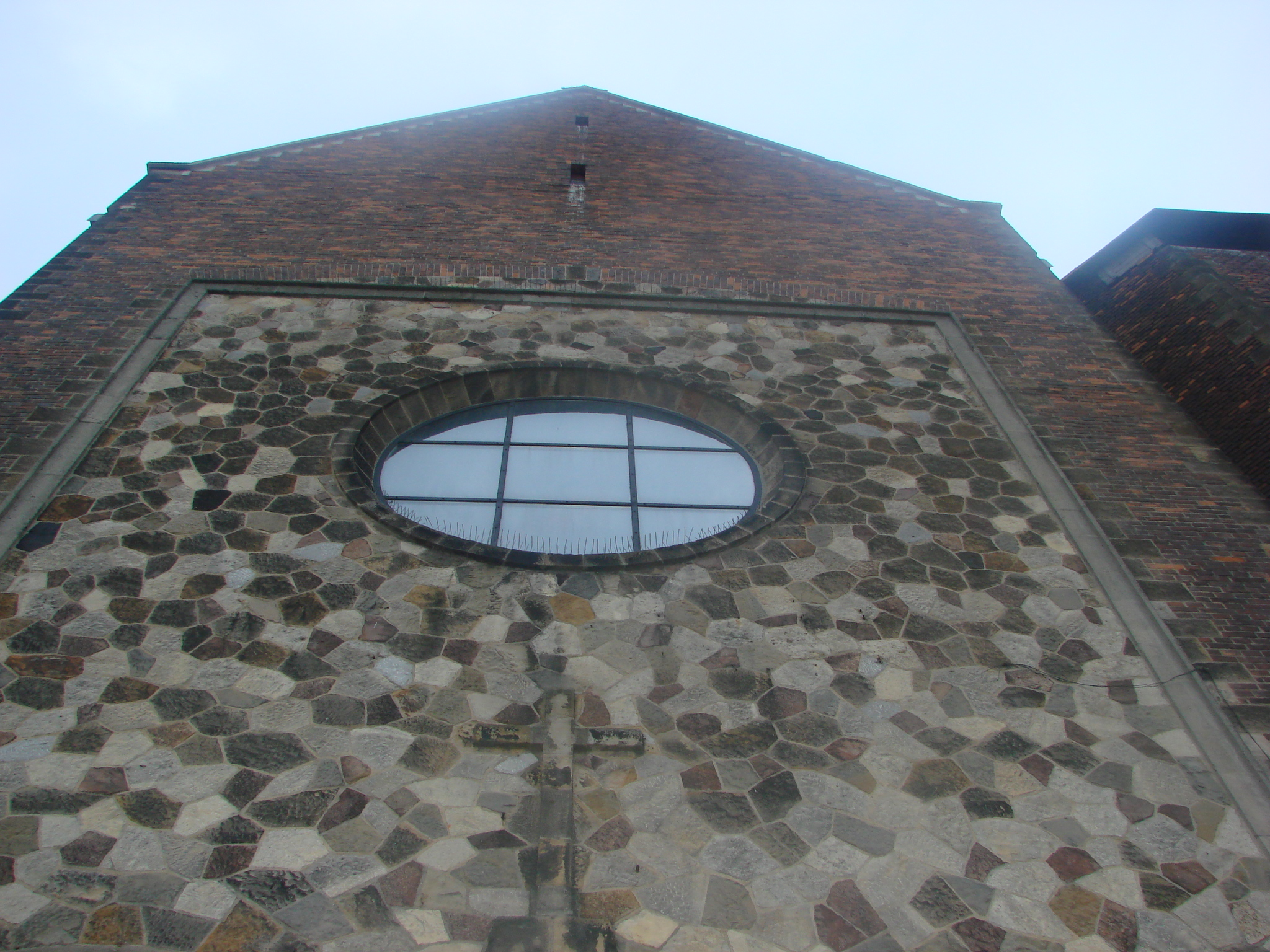
Kościół pw. Matki Bożej Dobrej Rady
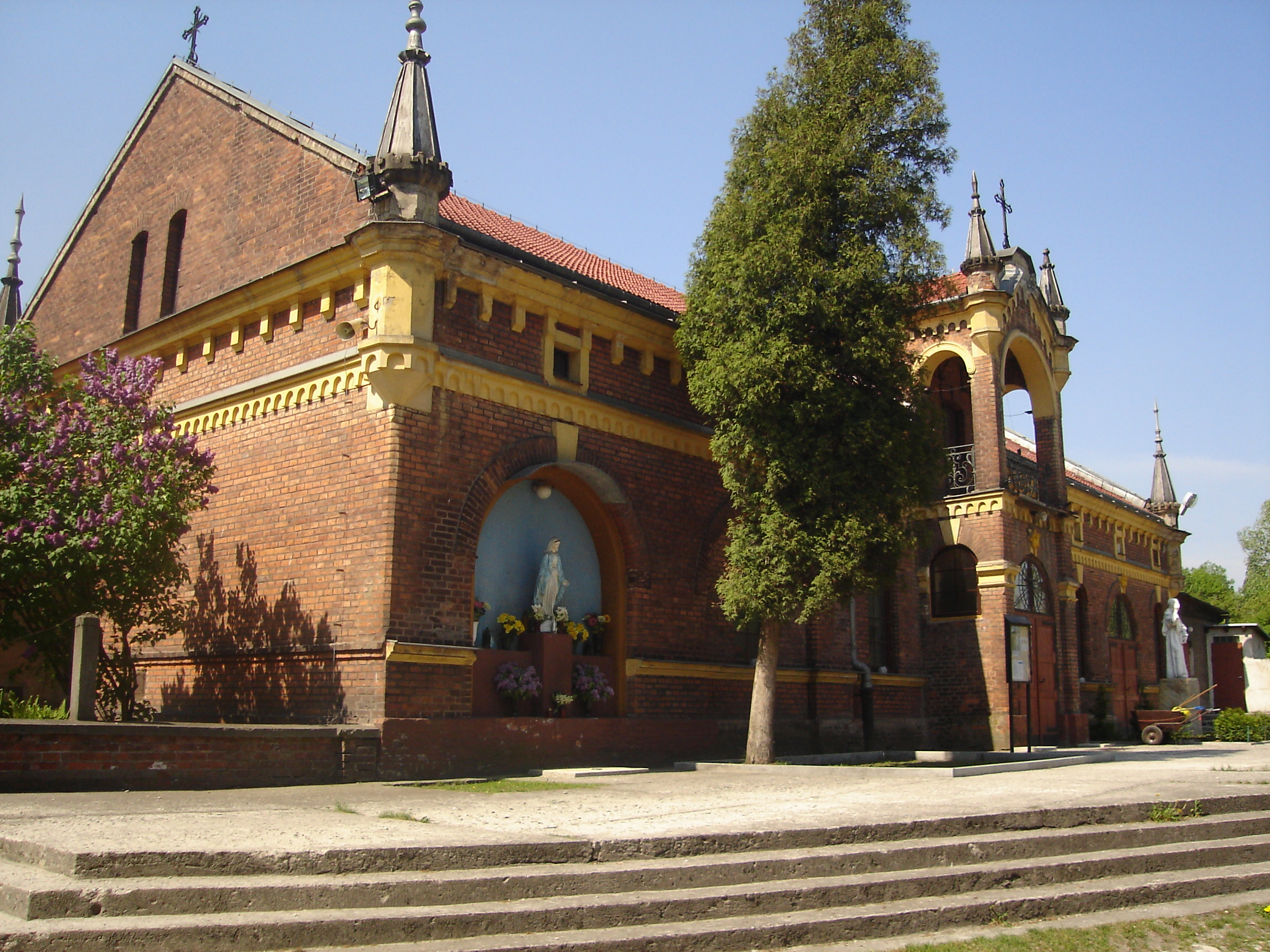
Kościół pw. św. Mikołaja z Tolentino
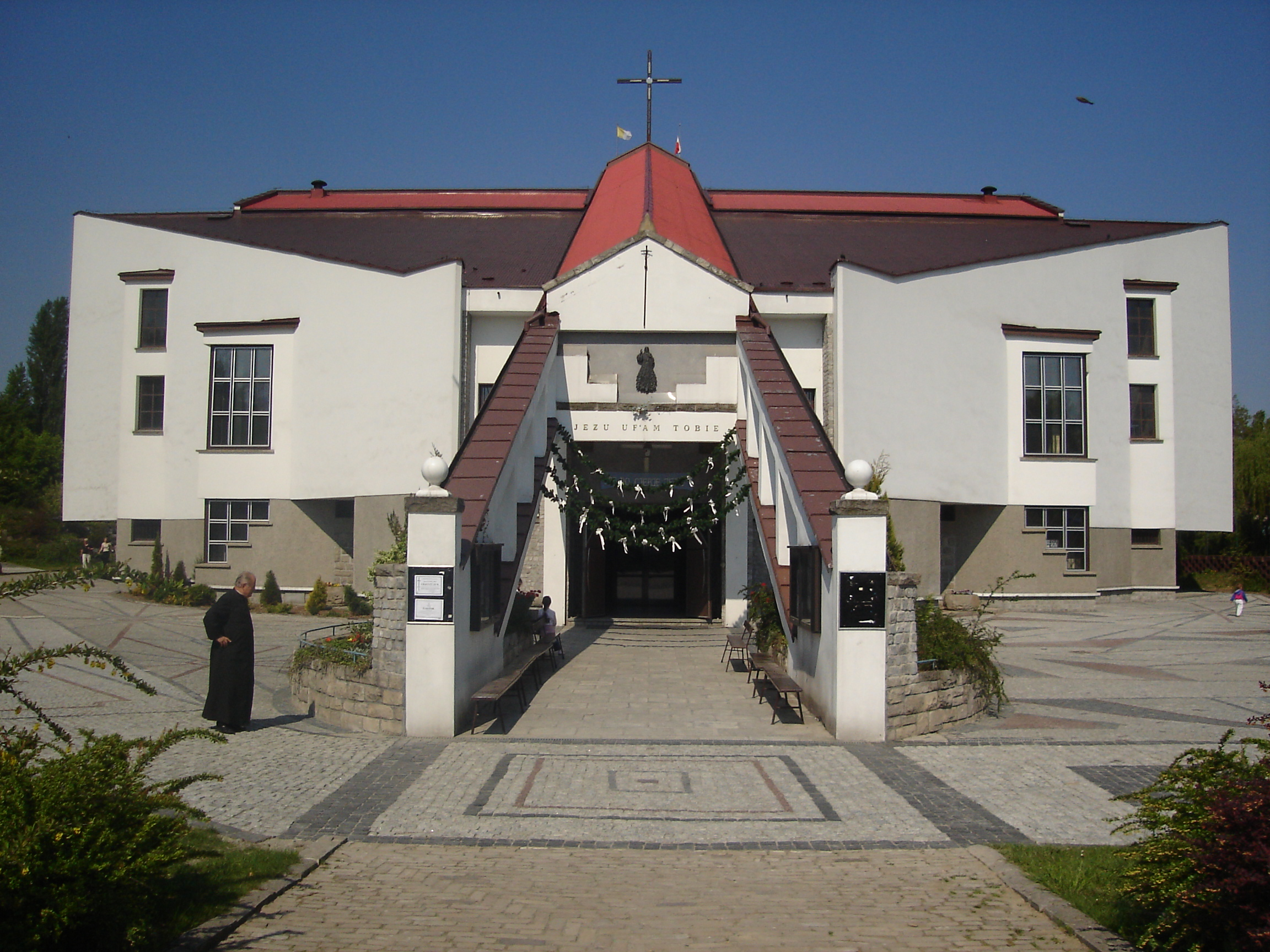
Kościół pw. Miłosierdzia Bożego

### Edukacja
- Żłobek nr 28 ul. Kurczaba 21
- Szkoła Podstawowa nr 41 ul. Jerzmanowskiego 6
- Szkoła Podstawowa nr 117 ul. Kurczaba 15
- Szkoła Podstawowa nr 123 ul. Okólna 16
- Zespół Szkół Ogólnokształcących Integracyjnych nr 4 ul. Żabia 20
- Zespół Szkół Specjalnych nr 3 ul. Wielicka 265
- Przedszkole Samorządowe nr 28 ul. Duża Góra 30
- Przedszkole Samorządowe nr 35 ul. Lilli Wenedy 7
- Przedszkole Samorządowe nr 35 - filia ul. Teligi 17
- Przedszkole Samorządowe nr 35 ul. Okólna 18
- Przedszkole Samorządowe nr 49 ul. Bieżanowska 40
- Przedszkole Samorządowe nr 49 - filia ul. Nad Potokiem 6
- Przedszkole Samorządowe nr 87 ul. Spółdzielców 7
- Przedszkole Samorządowe nr 135 ul. Stępnia 1
- Przedszkole Samorządowe nr 150 ul. Teligi 28
- Przedszkole Samorządowe nr 154 ul. Kurczaba 19
- Przedszkole Samorządowe nr 176 ul. Aleksandry 15
- Przedszkole Samorządowe nr 176 - filia ul. Heleny 16
- Przedszkole Samorządowe nr 180 ul. Telimeny 7
- Szkoła Podstawowa nr 61 ul. Popławskiego 17
- Gimnazjum nr 31 ul Spółdzielców 5
- Liceum Ogólnokształcące nr XV, ul. Dygasińskiego 10
- Prywatne Liceum Ogólnokształcące nr 1 ul. Dygasińskiego 5a
- Prywatne Gimnazjum Ogólnokształcące nr 1 ul. Dygasińskiego 5b
- Prywatne przedszkole z oddziałem żłobkowym - Akademia Uśmiechu - ul. Śnieżna 15

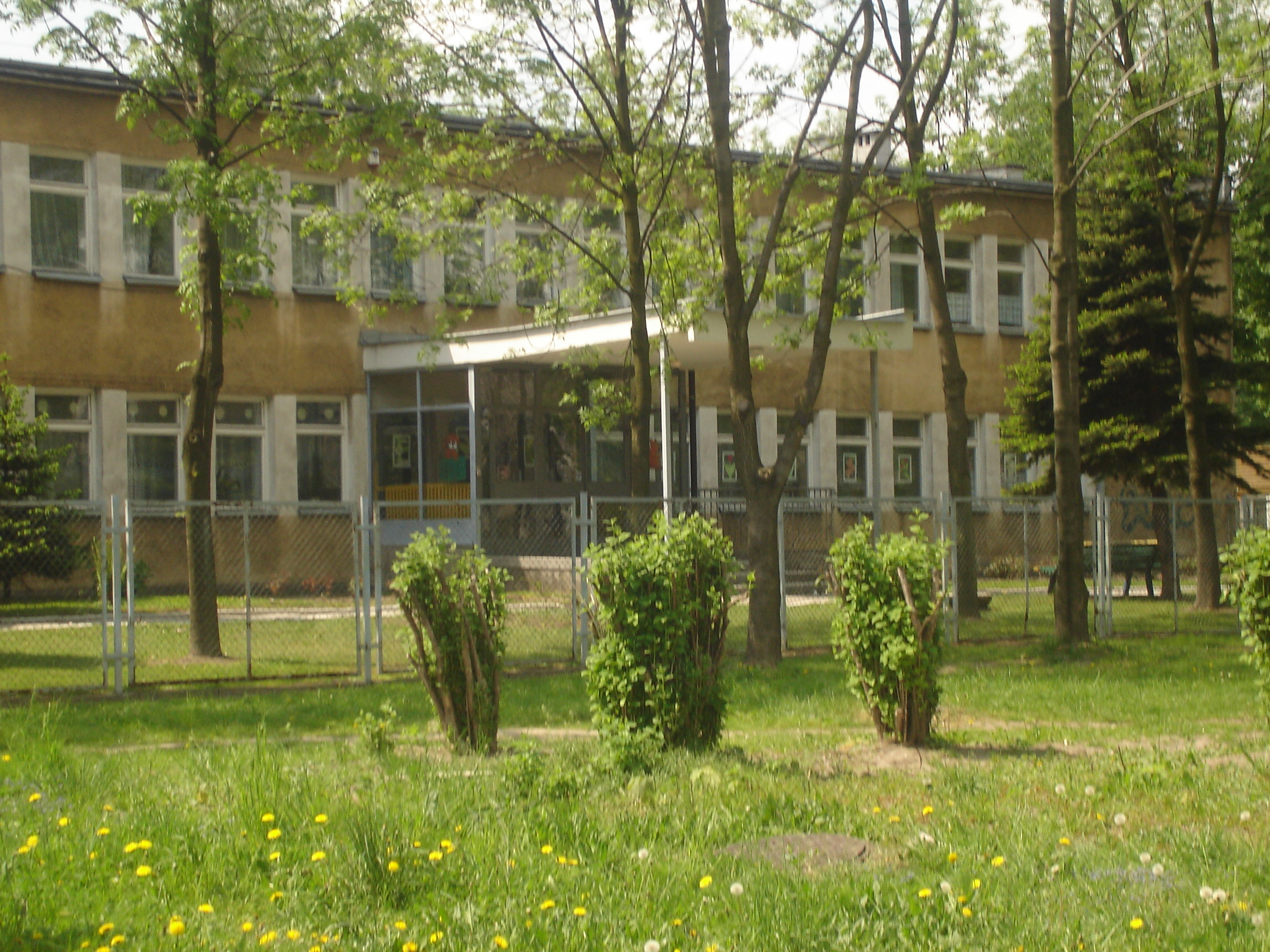
Żłobek
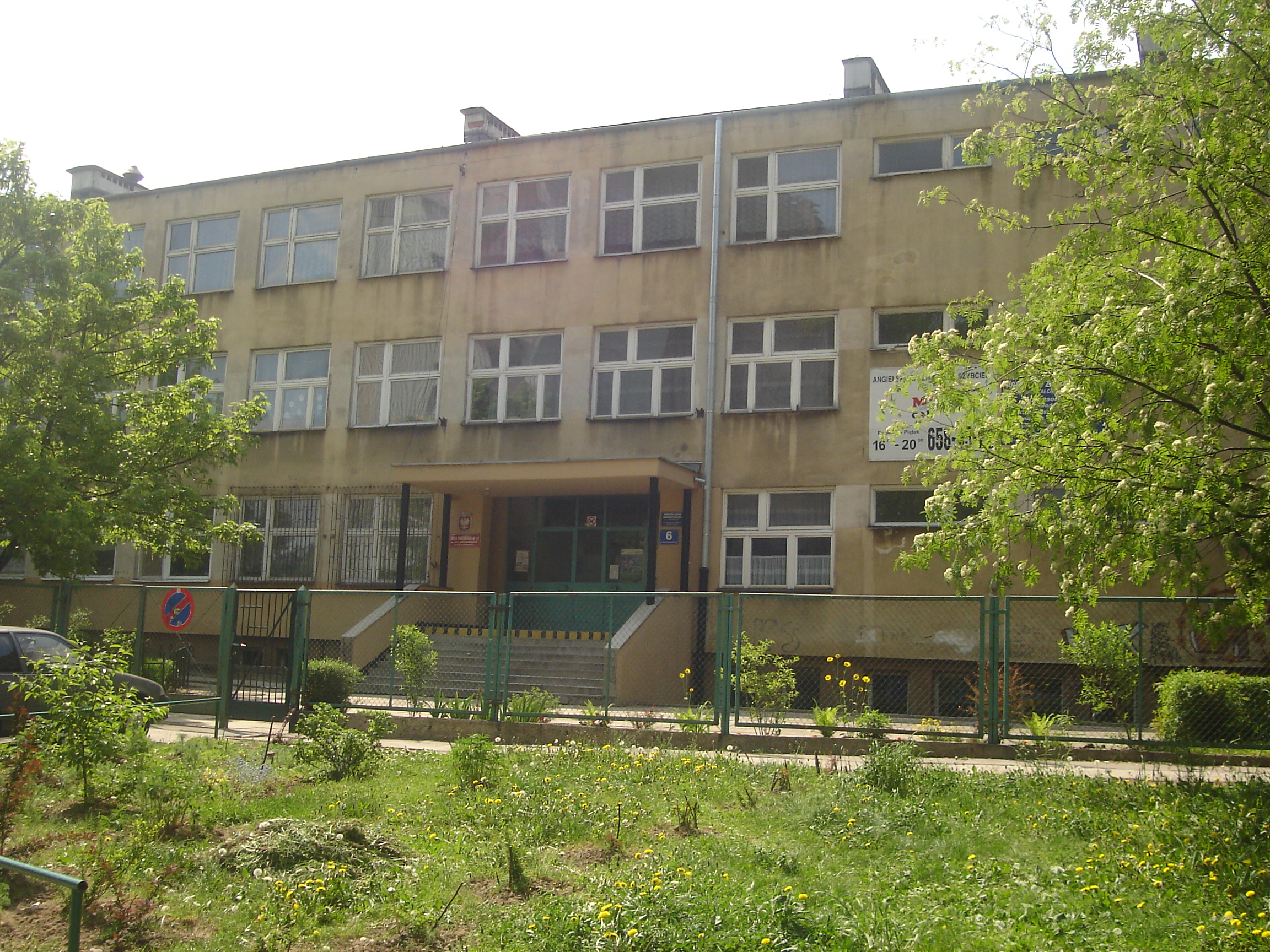
SP nr 41
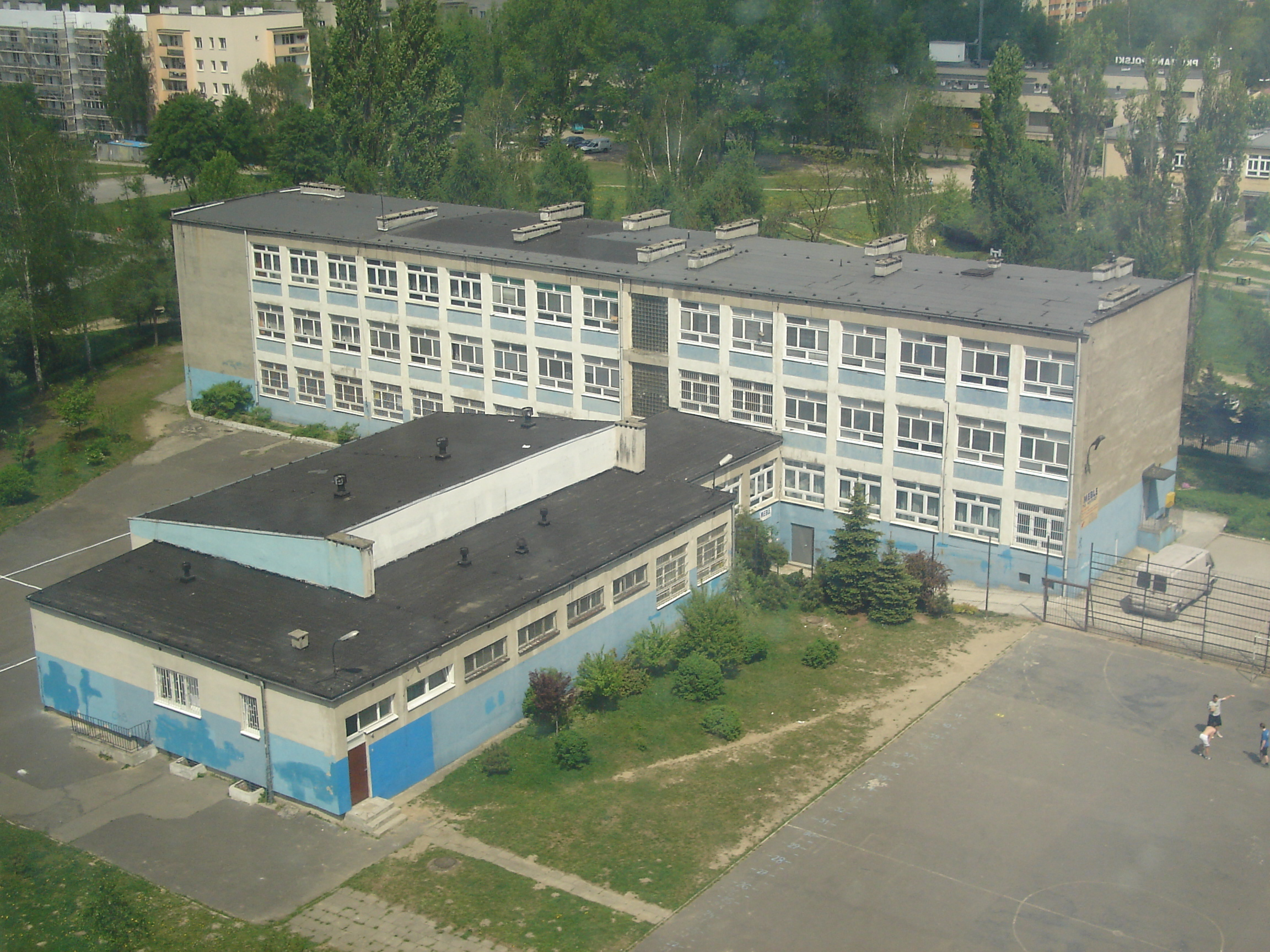
SP nr 117
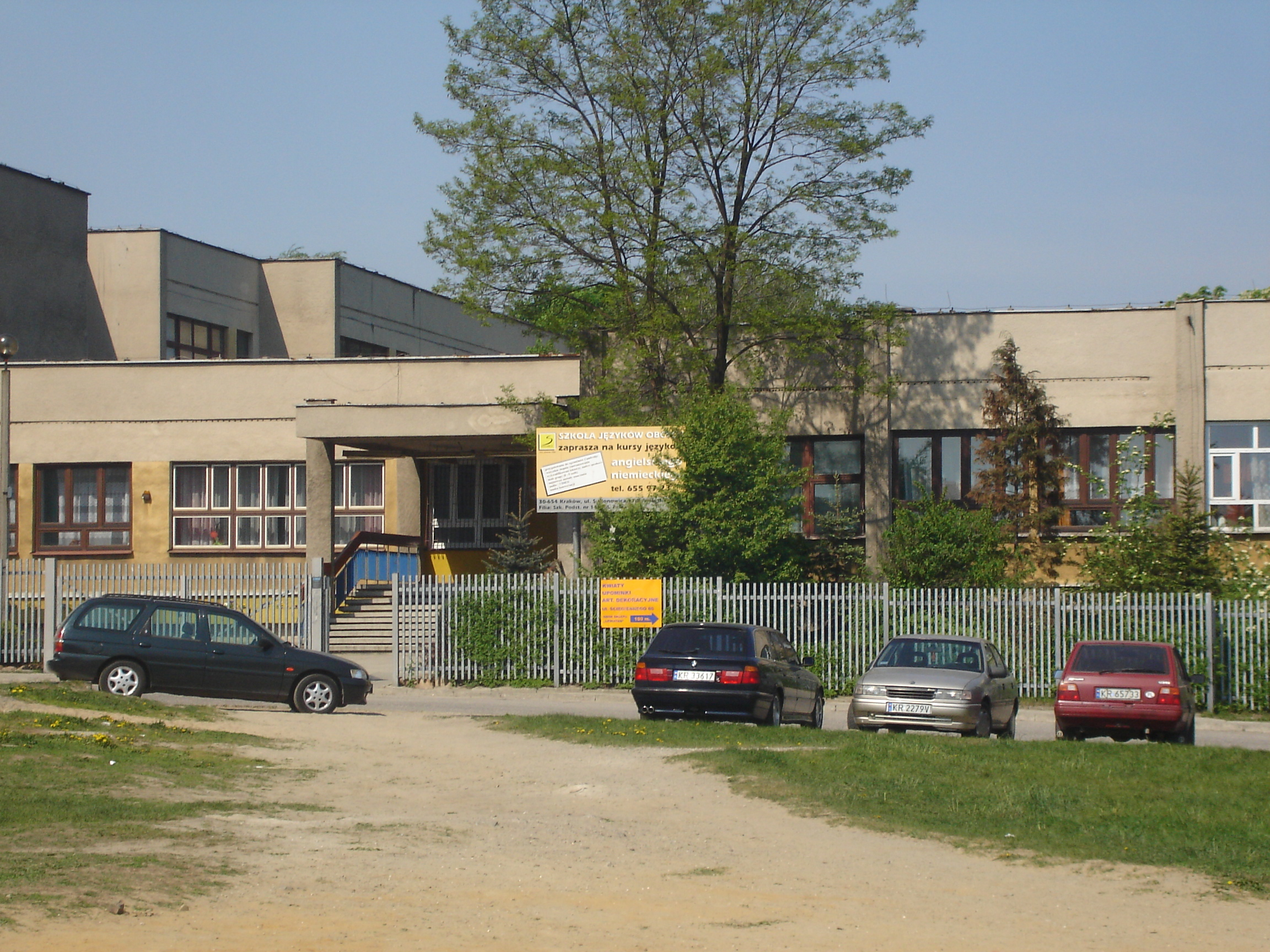
ZSOI4
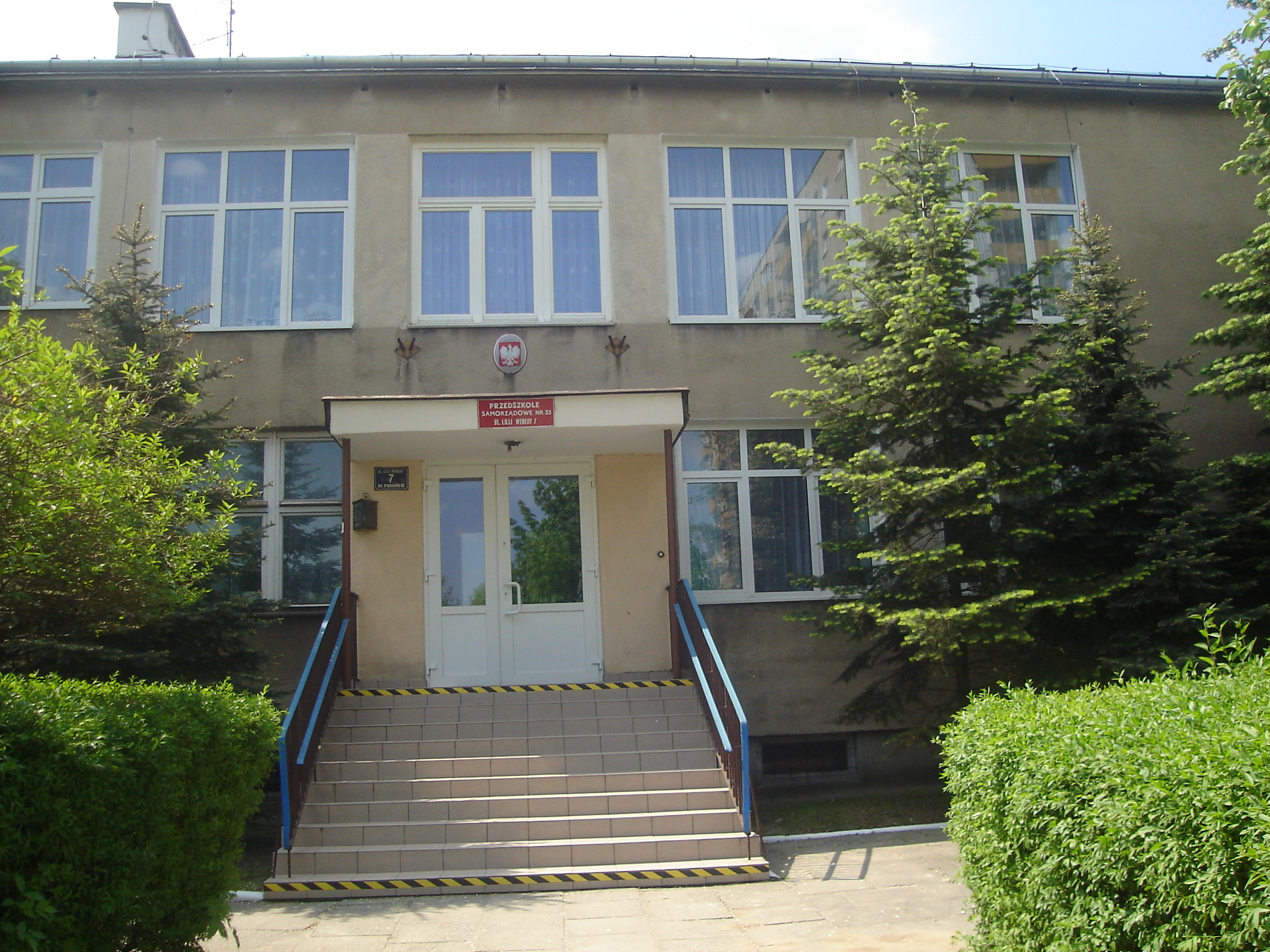
Przedszkole, ul. Lilli Wenedy 7
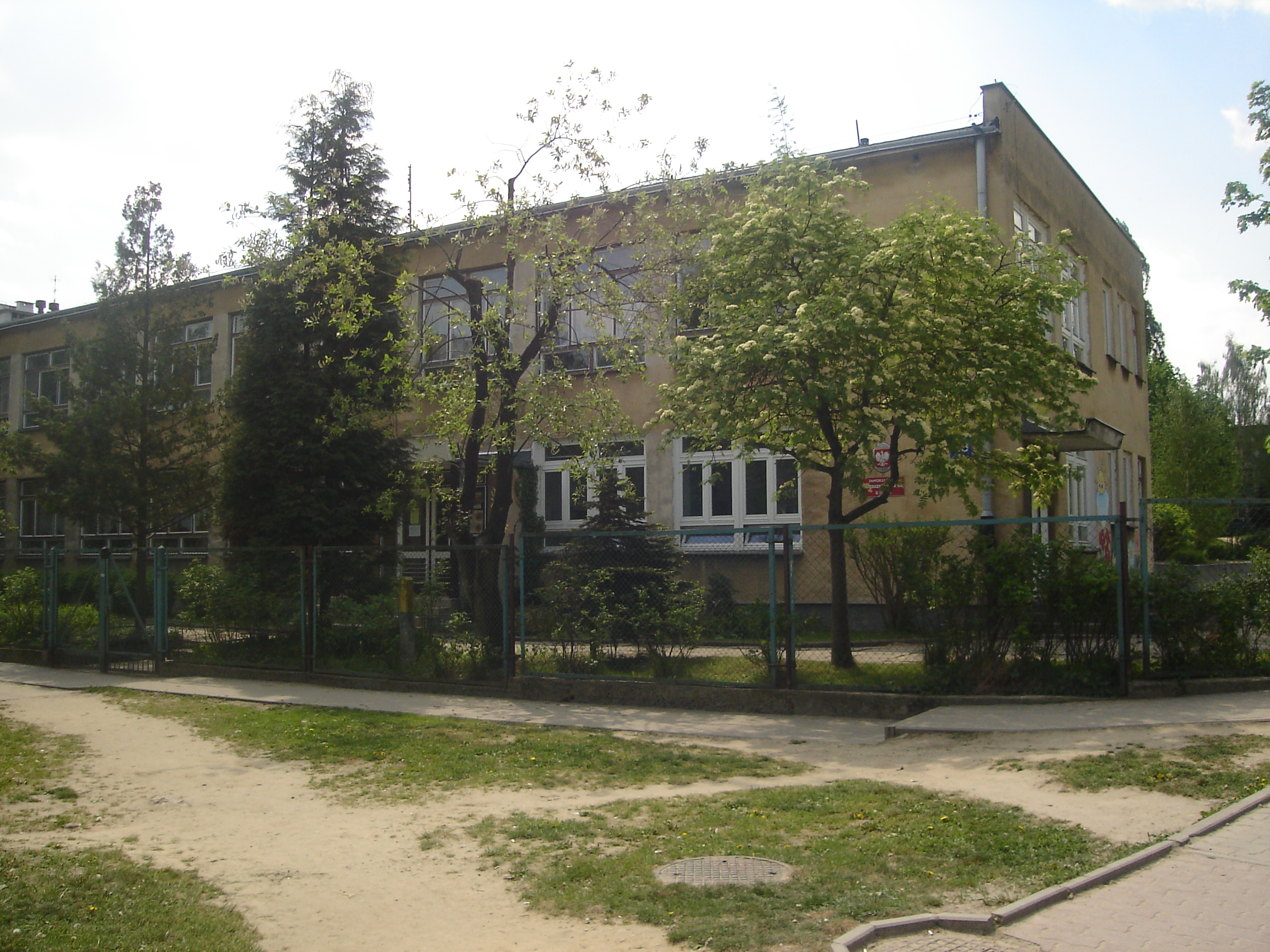
Przedszkole, ul. Teligi 17
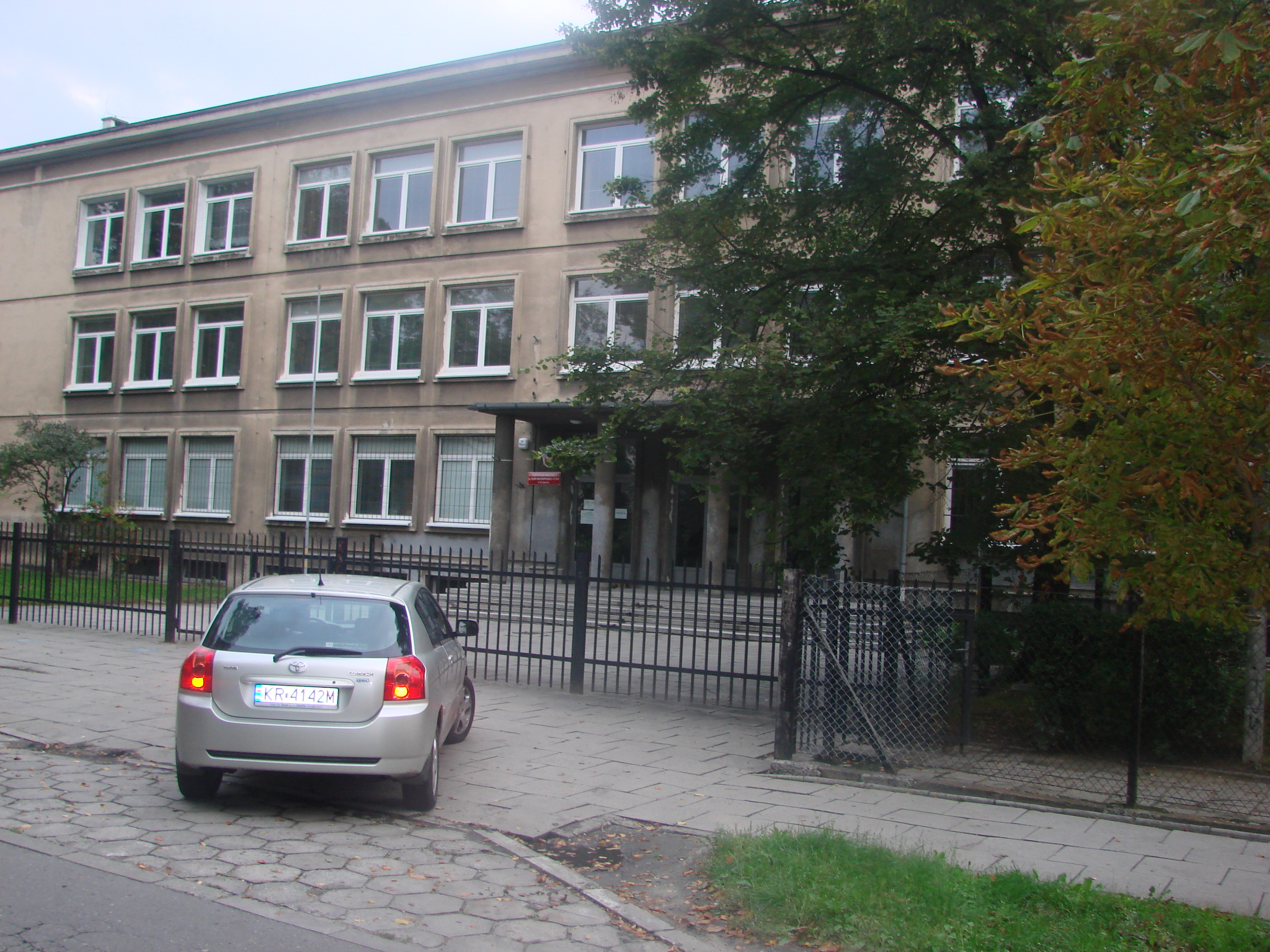
Liceum Ogólnokształcące nr 15, ul. Dygasińskiego 10

### Obiekty handlowe
W Prokocimiu znajduje się kilka sklepów dużych sieci, wiele mniejszych sklepów spożywczych i odzieżowych, a także plac targowy.

## Kolejowy Klub Sportowy Prokocim Kraków
Klub sportowy "Kolejarz" został założony w 1921 r. Budynek klubowy i boisko mieści się w Parku Jerzmanowskich. 

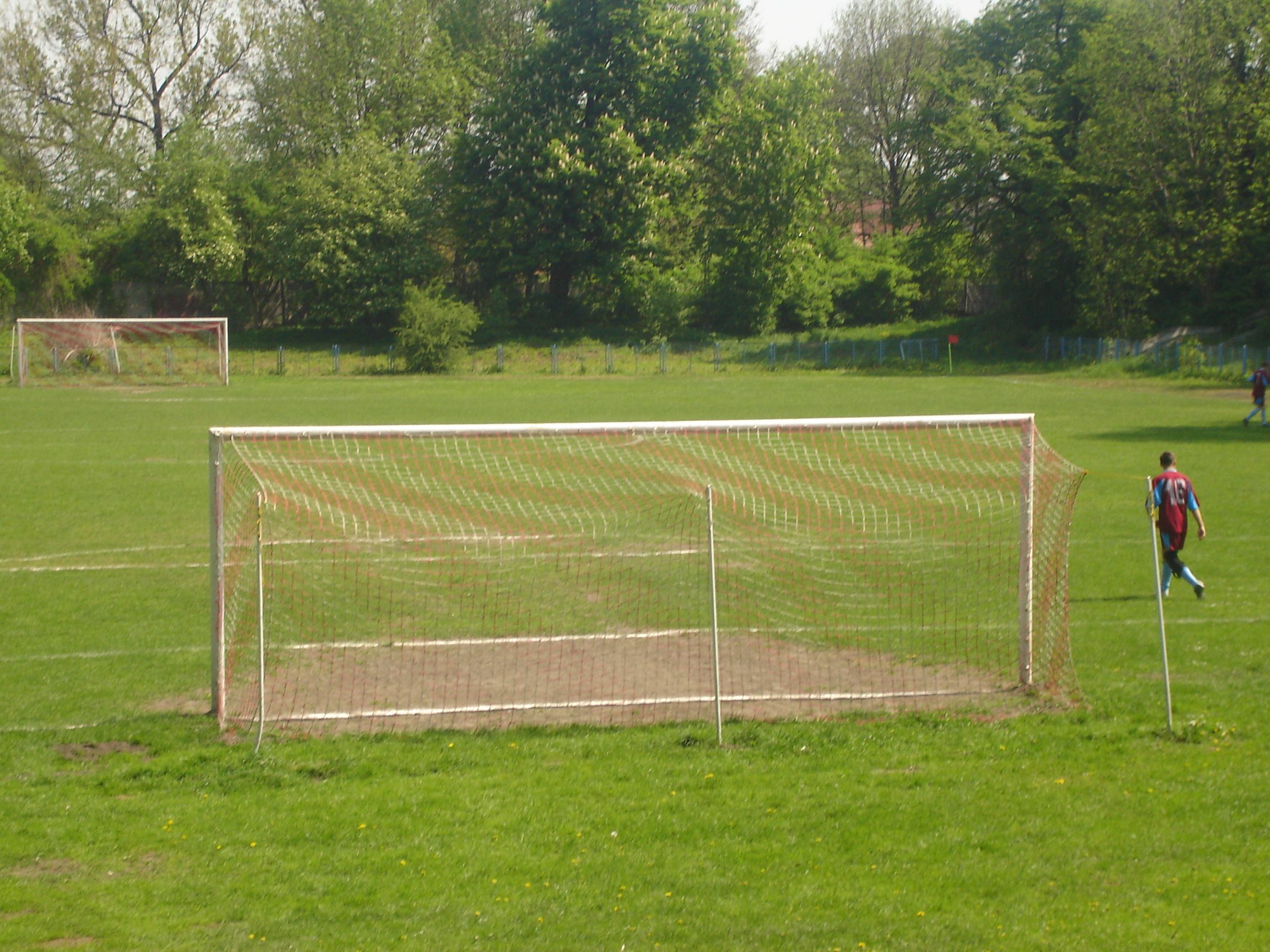
Boisko KKS Prokocim

## Galeria

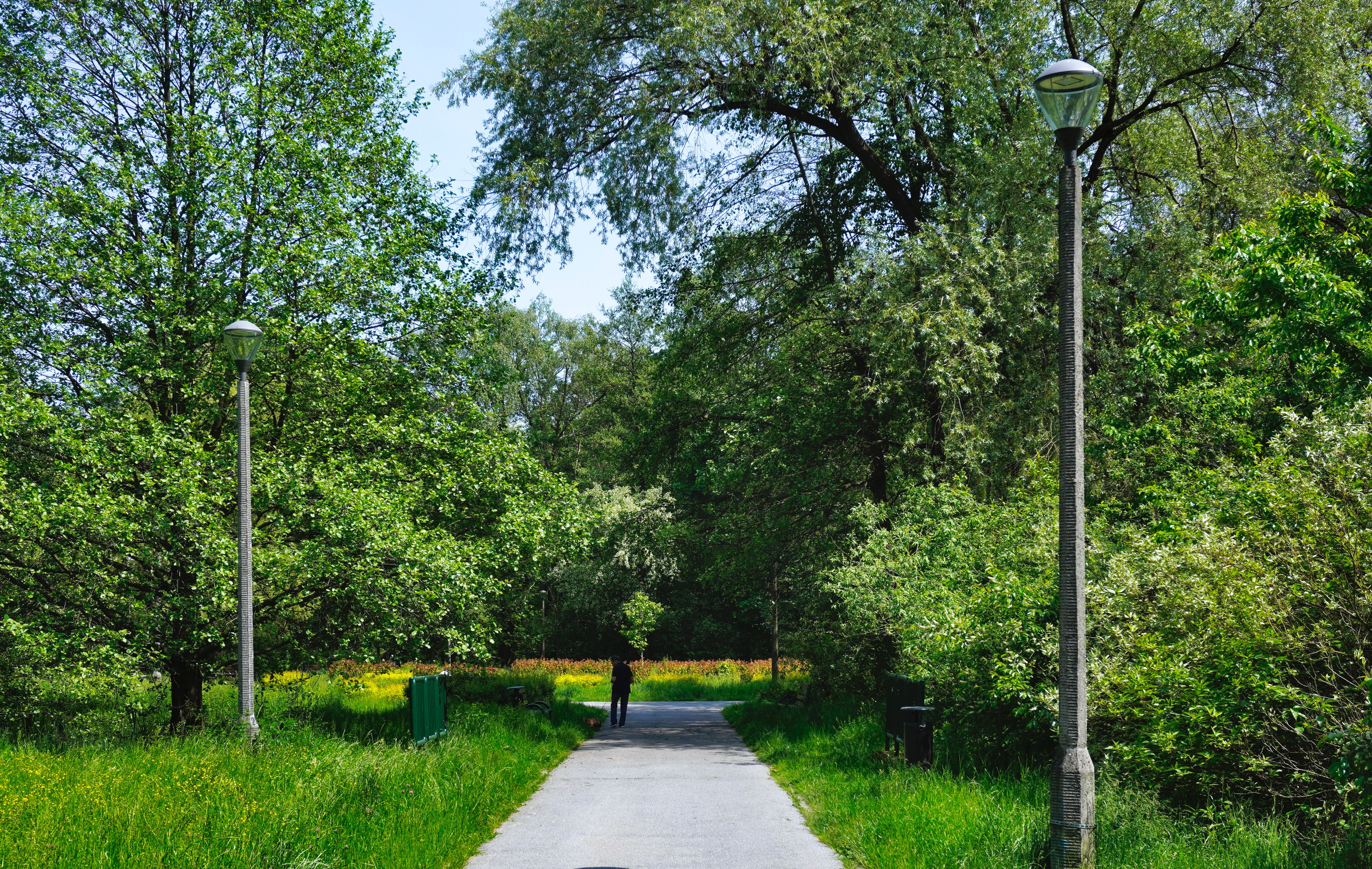
Park Lilli Wenedy
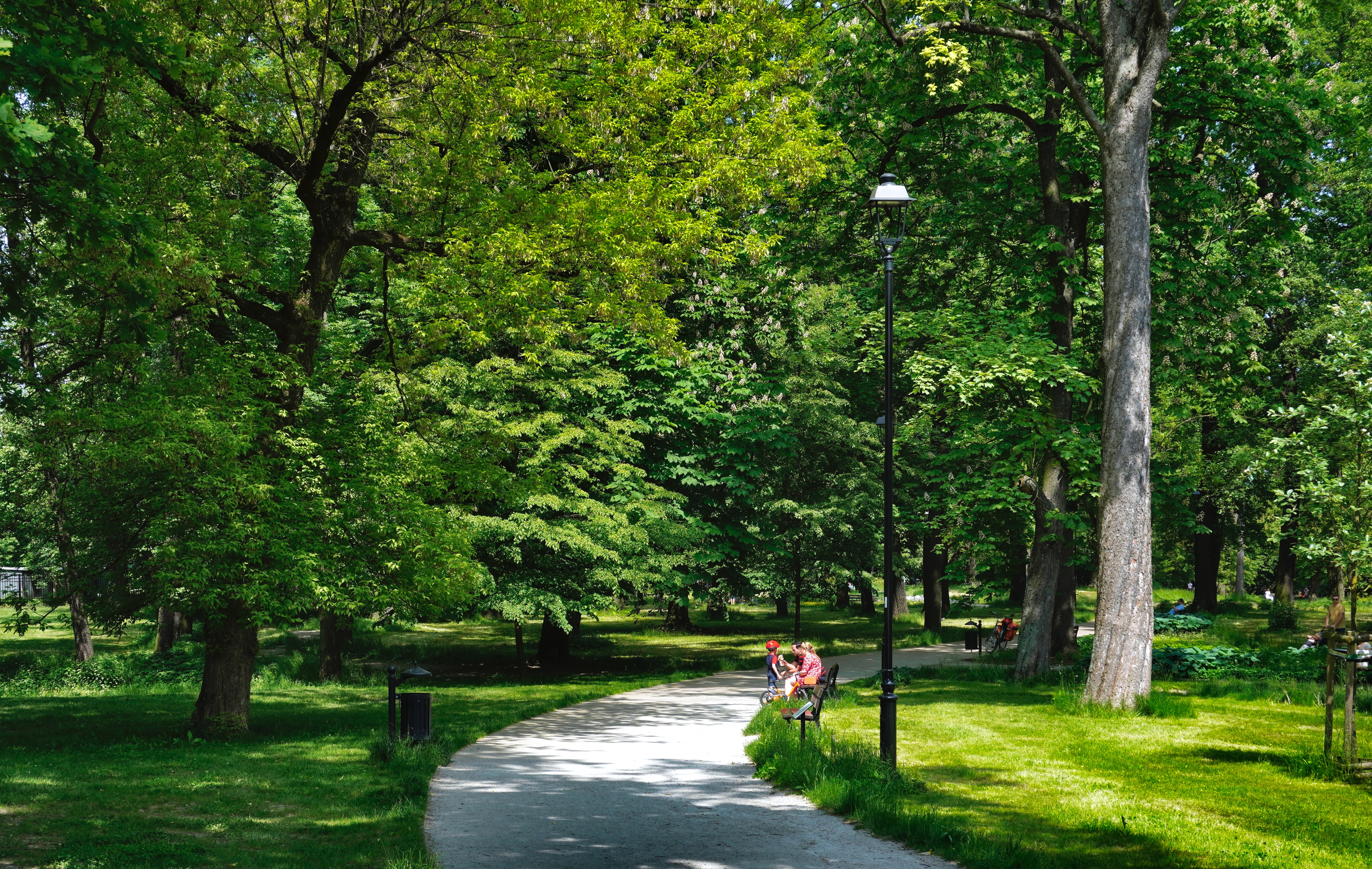
Park im. Anny i Erazma Jerzmanowskich
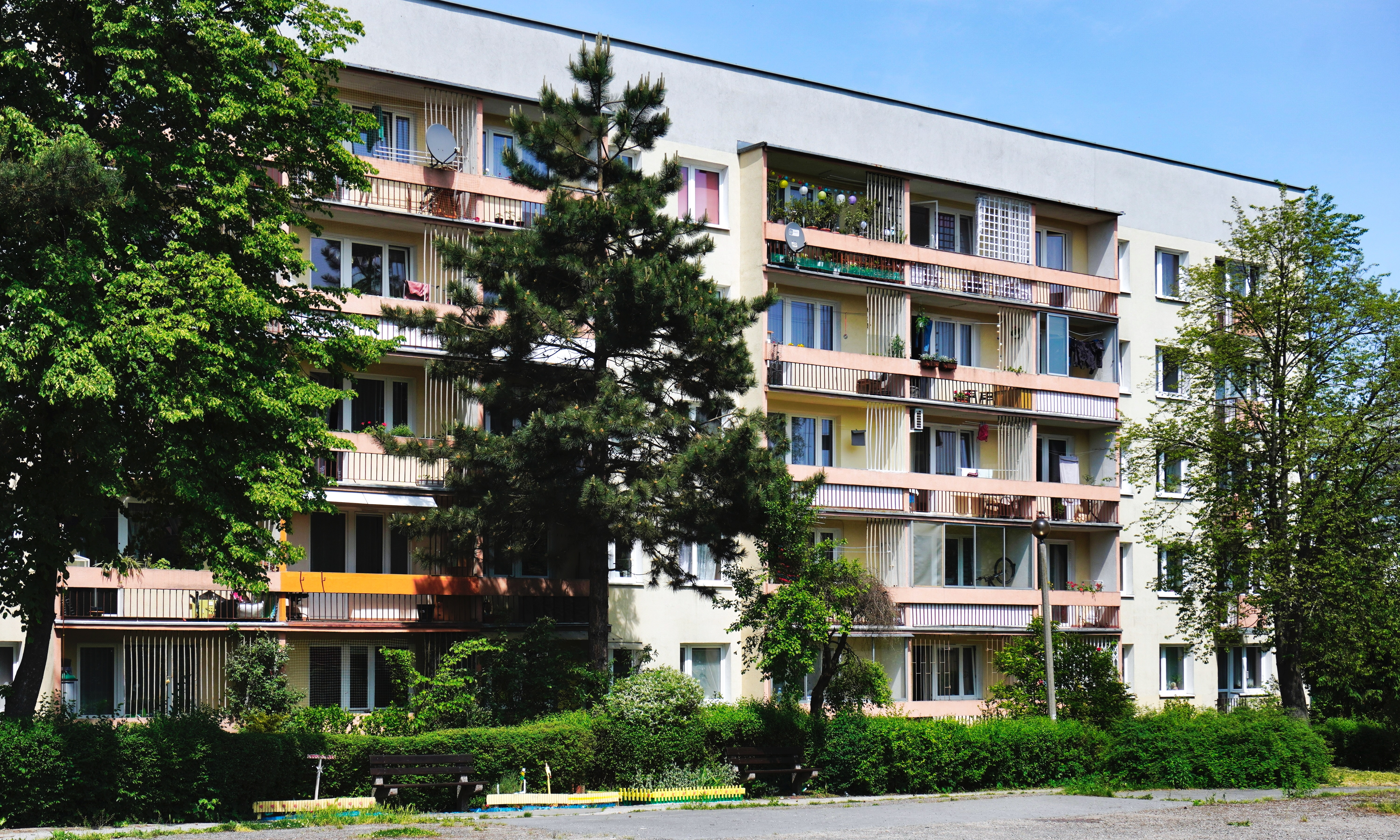
Blok przy ul. Snycerskiej 34
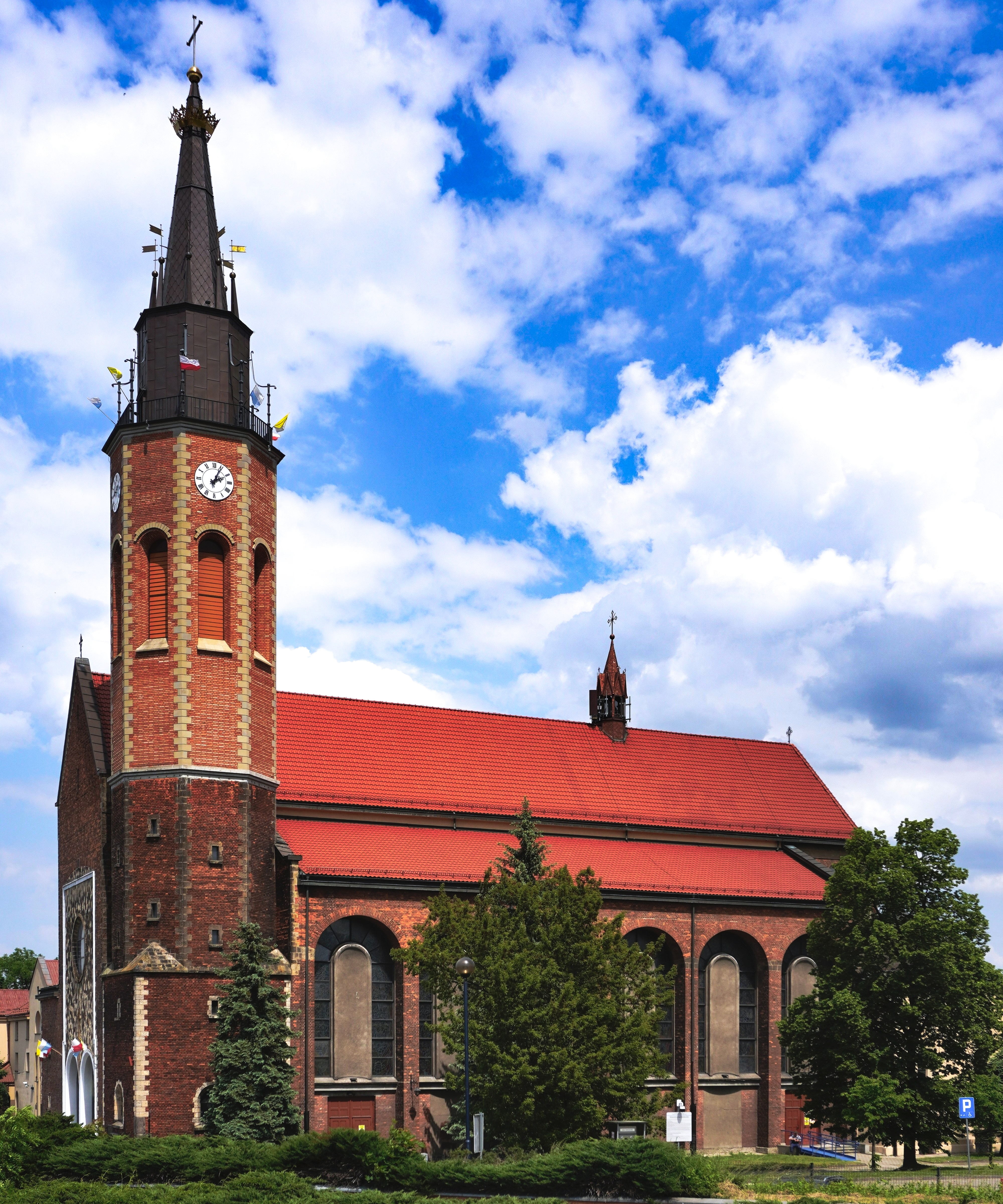
Kościół Matki Bożej Dobrej Rady
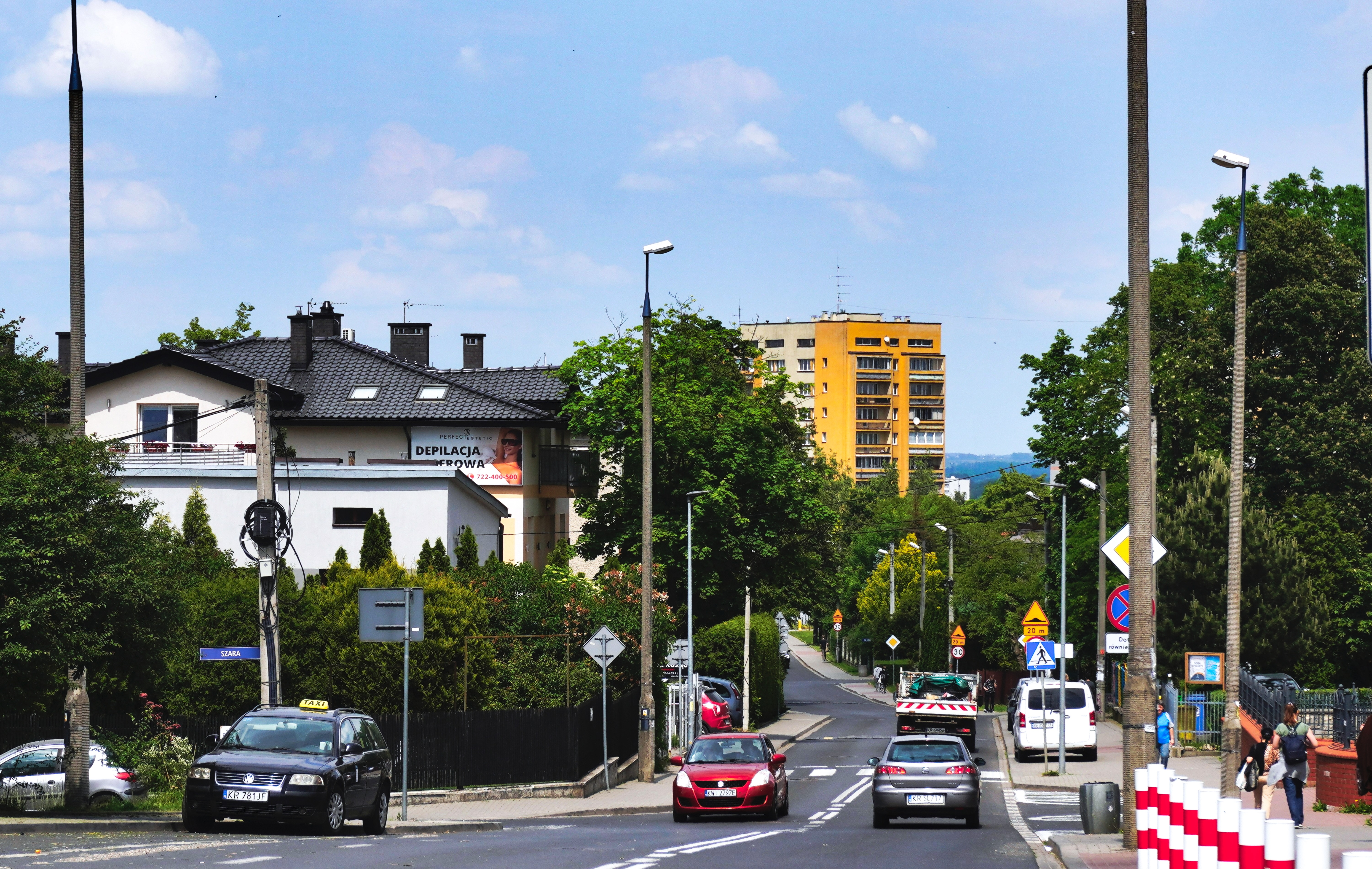
Ulica Prosta